# سروینیا
سروینیا (به فرانسوی: Servignat) یک کمون در فرانسه است که در canton of Saint-Trivier-de-Courtes واقع شده‌است.

## خصوصیات
سروینیا ۷٫۹۹ کیلومترمربع مساحت و ۱۵۶ نفر جمعیت دارد و ۲۹۸ متر بالاتر از سطح دریا واقع شده‌است.